# Kazimierz Roch Dmochowski
Kazimierz Roch Dmochowski (Zabłocie, 6 febbraio 1780 – San Pietroburgo, 24 gennaio 1851) è stato un arcivescovo cattolico polacco.

## Biografia
Di nobile famiglia polacca, fu alunno degli scolopi di Luzhki e studiò nei seminari di Krāslava e Vilnius.
Nel 1803 fu ordinato prete: fu segretario e cappellano dei vescovi di Vilnius Jan Nepomucen Kossakowski e Hieronim Stojnowski; fu parroco di Mstibov e poi di Gedroyc, canonico del capitolo collegiato di Curlandia e canonico cattedrale a Vilnius, di cui fu preposito e decano. Fu membro dell'accademia imperiale di teologia di San Pietroburgo.
Il 31 marzo 1838 lo zar Nicola I lo scelse come vescovo ausiliare di Vilnius: papa Gregorio XVI approvò la nomina e lo elesse vescovo di Milta in partibus; fu consacrato nel 1841 nella chiesa di Santa Caterina a San Pietroburgo.
Dopo la sottoscrizione del concordato tra la Russia e Santa Sede, il 3 luglio 1848 papa Pio IX lo nominò arcivescovo di Mahilëŭ. Nel 1849 visitò le parrocchie nelle province di Vicebsk e Mahilëŭ, correggendone gli abusi.

## Genealogia episcopale e successione apostolica
La genealogia episcopale è:
- Cardinale Scipione Rebiba
- Cardinale Giulio Antonio Santori
- Cardinale Girolamo Bernerio, O.P.
- Vescovo Claudio Rangoni
- Arcivescovo Wawrzyniec Gembicki
- Arcivescovo Jan Wężyk
- Vescovo Piotr Gembicki
- Vescovo Jan Gembicki
- Vescovo Bonawentura Madaliński
- Vescovo Jan Małachowski
- Arcivescovo Stanisław Szembek
- Vescovo Felicjan Konstanty Szaniawski
- Vescovo Andrzej Stanisław Załuski
- Arcivescovo Adam Ignacy Komorowski
- Arcivescovo Władysław Aleksander Łubieński
- Vescovo Andrzej Stanisław Młodziejowski
- Arcivescovo Kasper Kazimierz Cieciszowski
- Vescovo Franciszek Borgiasz Mackiewicz
- Vescovo Michał Piwnicki
- Arcivescovo Ignacy Ludwik Pawłowski
- Arcivescovo Kazimierz Roch Dmochowski

La successione apostolica è:
- Vescovo Taddeo Łubieński (1844)
- Vescovo Ludwik Łętowski (1845)
- Arcivescovo Ignacy Hołowiński (1848)
- Arcivescovo Wacław Żyliński (1848)
- Vescovo Motiejus Wołonczewscki (1850)
- Vescovo Ferdinando Elano Kahn, O.P. (1850)